# Longitarsus membranaceus
Longitarsus membranaceus  (лат.) — вид листоедов (Chrysomelidae) из подсемейства козявок (Galerucinae). Распространён в Западной и Южной Европе. Взрослые жуки и их личинки питаются листьями дубровника скородонии (Teucrium scorodonia) (яснотковые).